# Astragalus tamiricus
Astragalus tamiricus är en ärtväxtart som beskrevs av N.Ulziykh. Astragalus tamiricus ingår i släktet vedlar, och familjen ärtväxter. Inga underarter finns listade i Catalogue of Life.